# Stephen R. Bissette
Stephen Rupert Bissette (nacido el 14 de marzo de 1955) es un dibujante y editor de cómics estadounidense, especializado en el género de terror. Su obra más conocida es su colaboración con el guionista Alan Moore y el entintador John Totleben en el cómic La Cosa del pantano durante los años 80.

## Biografía

### Primeros trabajos y educación
Bissette nació y pasó su infancia en Vermont, donde todavía vive. Es de religión católica.
Poco después de la publicación de su primer trabajo, Abyss (1976), Bissette se apuntó a la primera promoción de la Kubert School. Antes de acabar su primer año, ya publicaba su trabajo profesionalmente en las páginas de Sojourn, Sgt. Rock, y Heavy Metal. En 1978, Bissette se graduó en la Kubert School, junto a compañeros como Rick Veitch, Tom Yeates, y otros.
Mientras estudiaba en la Kubert School, Bissette realizó el logotipo para el grupo de pop electrónico WKGB y dibujó la portada para su sencillo de 1979 "Non-Stop/Ultramarine", distribuido por Fetish Records.
Sus primeros trabajos aparecieron en las páginas de Heavy Metal, Epic Illustrated, Bizarre Adventures, Weird Worlds y Bananas, ilustrando historias escritas por el fundador de Goosebumps y escritor R. L. Stine, y trabajó junto a Rick Veitch en la adaptación al cómic de la película de Steven Spielberg 1941.

### Maestro del terror
Bissette es muy conocido por su multipremiada colaboración con el guionista Alan Moore y el entintador John Totleben para el cómic La Cosa del Pantano (1983–1987).
Bajo el sello Spiderbaby Grafix, más tarde autopublicó la antología de terror Taboo, en la que se publicaron originalmente From Hell, de Alan Moore y Eddie Campbell, y Throat Sprockets, de Tim Lucas, ilustrada por Mike Hoffman y David Lloyd. Creó Tyrant, una biografía en cómic de un Tyrannosaurus rex, que duró cuatro números. Durante este periodo, editó la antología de terror Gore Shriek, publicada por FantaCo Enterprises.
Desde 1991, Bissette ha impartido una serie de conferencias sobre los cómics de terror llamada "Viajes al miedo" ("Journeys into fear"). Desde entonces, estas conferencias han evolucionado a una serie de cinco partes, en la que se identifican las representaciones pictóricas de fantasmas en el Japón del siglo XII y los códices precolombinos como antiguos antecedentes del género de terror moderno en los cómics, cuyo origen se sitúa en los trabajos de Winsor McCay, como Dreams of the rarebit friend. En 1996 y 1997, Bissette realizó cinco portadas para un cómic sobre otro monstruo del pantano, Bog Swamp Demon, publicado por Hall of heroes.

### Otro trabajo
Bissette trabajó después con Moore, Totleben, y Rick Veitch en la miniserie de Image Comics 1963, la última colaboración entre ellos. Bissette posee los derechos de los personajes de 1963 Hipernauta, N-Man, y La Furia.
El proyecto de Scott McCloud 24-hour comic empezó como una apuesta con Bissette en 1990. Cada uno de ellos creó un cómic de 24 páginas en 24 horas. Este proyecto evolucionó hacia un reto asumido por cientos de colaboradores, y se publicaron varios recopilatorios de los trabajos realizados, que inspiraron otros proyectos creativos con limitaciones de tiempo. 
En 1993, Bissette coeditó con Stanley Wiater Comic Book Rebels: Conversations with the Creators of the New Comics, que incluía entrevistas con creadores de cómics notables, como Scott McCloud, Harvey Pekar, Dave Sim, Howard Cruse, Will Eisner, Peter LairdR, Kevin Eastman y Robert Crumb.

### Retiro y enseñanza
Bissette se retiró de la industria del cómic en 1999, aludiendo a lo que definió como un "relevo generacional". Enseña clases sobre historia del cómic, dibujo, y cine en el centro de estudios de cómics en White River Junction, Vermont, donde codirige junto a Denis St. John el ciclo de películas CCS/Main Street Museum ARTifacts.
Desde 2005, Bissette también ha editado y publicado Green Mountain Cinema, una edición en cartoné sobre el estado del cine independiente en su estado natal, Vermont. así como cinco volúmenes de Blur, que recopilan sus críticas de cine. 
La Stephen R. Bissette Collection de la Henderson State University en Arkadelphia, Arkansas, alberga la obra de Bissette, así como memorabilia relacionada con el autor.

## Premios
La obra de Bissette junto a Alan Moore and John Totleben en el Annual 2 de "The saga of the Swamp Thing" consiguió el Premio Jack Kirby al Mejor número en 1985, y la colaboración entre los artistas en La Cosa del Pantano consiguió el Premio Jack Kirby a la Mejor serie regular en los años 1985, 1986 y 1987. Su trabajo con John Totleben consiguió el Premio Jack Kirby al mejor equipo artístico en 1985 por La Cosa del Pantano. Taboo ganó el Premio Eisner a la Mejor antología en 1993.
Su trabajo con Alan Moore y John Totleben consiguió una nominación al Premio Jack Kirby al mejor número por el número 34 de The saga of the Swamp Thing. Su trabajo con John Totleben consiguió nominaciones al Premio Jack Kirby al Mejor equipo artístico en 1986 y 1987. Su trabajo con Alan Moore consiguió una nominación al Premio Jack Kirby al mejor artista / dibujante en 1986. Fue nominado al Premio Eisner al mejor editor en 1993 por Taboo y recibió el Premio Inkpot en 1997.